# Boog Powell
John Wesley "Boog" Powell (nascido em 17 de agosto de 1941) é um jogador americano de beisebol profissional que atuou como primeira base e campista esquerdo. Jogou na Major League Baseball (MLB) pelo Baltimore Orioles, Cleveland Indians e Los Angeles Dodgers entre 1961 e  1977. Foi campeão pelos Orioles nas World Series de 1966 e 1970, campeão em equipes da American League em 1966, 1969, 1970 e 1971, e campeão em equipes da American League East Division em 1969, 1970, 1971, 1973 e 1974. Foi convocado quatro vezes para All-Star Game e venceu o prêmio de MVP em 1970 e em 1964 foi líder da American League em slugging percentage com .606.